# Nicolas Marin
Nicolas Marin (29 de agosto de 1980 en Marsella) es un futbolista francés que juega como mediocampista en el Magenta de la Superliga de Nueva Caledonia.

## Carrera
Debutó en el AJ Auxerre, aunque nunca logró gozar de mucho tiempo de juego y por lo tanto fue cedido al Saint-Étienne, club al que pasaría posteriormente de manera definitiva. Luego pasó por el Sedan, Lorient, Bastia y Plymouth Argyle inglés hasta recalar en 2009 en el Sion suizo. En 2011 pasó al Lausanne, para luego jugar en el Dubai y el Xanthi previo a regresar a Francia en 2014. Tras haber sido parte de los planteles del Boulogne y del Toulon, firmó con el Magenta neocaledonio en 2017. 

### Clubes
| Club               | País                   | Año         | Partidos | Goles |
| ------------------ | ---------------------- | ----------- | -------- | ----- |
| AJ Auxerre         | Francia                | 2001 - 2003 | 8        | 0     |
| AS Saint-Étienne   | Francia                | 2003 - 2005 | 70       | 11    |
| CS Sedan           | Francia                | 2005 - 2007 | 65       | 8     |
| FC Lorient         | Francia                | 2007 - 2008 | 34       | 1     |
| Plymouth Argyle    | Inglaterra             | 2008        | 6        | 0     |
| SC Bastia          | Francia                | 2009        | 16       | 3     |
| FC Sion            | Suiza                  | 2009 - 2011 | 49       | 6     |
| FC Lausanne Sports | Suiza                  | 2011 - 2012 | 15       | 4     |
| Dubai Club         | Emiratos Árabes Unidos | 2012        |          |       |
| Skoda Xanthi       | Grecia                 | 2012 - 2014 | 55       | 4     |
| Boulogne           | Francia                | 2014 - 2015 | 0        | 0     |
| Toulon             | Francia                | 2015 - 2016 | 16       | 0     |
| Magenta            | Nueva Caledonia        | 2017        | 5        | 5     |